# صدف گلی جنوبی
صدف گلی جنوبی (نام علمی: Ostrea angasi) نام یک گونه از تیره چروک‌صدفان است.